# James Trifunov
James Trifunov (n. 18 iulie 1903, Jarkovac, Banatul Central, Sečanj Municipality⁠(d), Banatul Central, Serbia – d. 27 iunie 1993, Winnipeg, Manitoba, Canada) a fost un luptător ce a reprezentat Canada, medaliat olimpic. A participat la 3 ediții ale Jocurilor Olimpice (1924, 1928, 1932) în care a câștigat o medalie de bronz.